# العلاقات الساموية الميانمارية
العلاقات الساموية الميانمارية هي العلاقات الثنائية التي تجمع بين ساموا وميانمار.

## مقارنة بين البلدين
هذه مقارنة عامة ومرجعية للدولتين:
| وجه المقارنة                                              | ساموا                        | ميانمار          |
| --------------------------------------------------------- | ---------------------------- | ---------------- |
| المساحة (كم2)                                             | 2.84 ألف                     | 676.58 ألف       |
| عدد السكان (نسمة)                                         | 196.44 ألف                   | 53.37 مليون      |
| الكثافة السكانية (ن./كم²)                                 | 69.17                        | 78.88            |
| العاصمة                                                   | أبيا                         | نايبيداو، يانغون |
| اللغة الرسمية                                             | لغة إنجليزية، اللغة الساموية | اللغة البورمية   |
| العملة                                                    | تالا ساموي                   | كيات ميانماري    |
| الناتج المحلي الإجمالي (بليون دولار)                      | 856.63 مليون                 | 69.32 مليار      |
| الناتج المحلي الإجمالي (تعادل القوة الشرائية) بليون دولار | 1.15 مليار                   | 282.95 مليار     |
| الناتج المحلي الإجمالي الاسمي للفرد دولار أمريكي          | 3.94 ألف                     | 1.16 ألف         |
| الناتج المحلي الإجمالي للفرد دولار أمريكي                 | 5.79 ألف                     |                  |
| مؤشر التنمية البشرية                                      | 0.702                        | 0.536            |
| رمز المكالمات الدولي                                      | +685                         | +95              |
| رمز الإنترنت                                              | .ws                          | .mm              |
| المنطقة الزمنية                                           | ت ع م+13:00                  | ت ع م+06:30      |

## منظمات دولية مشتركة
يشترك البلدان في عضوية مجموعة من المنظمات الدولية، منها:
| علم المنظمة | اسم المنظمة                        | تاريخ انضمام ساموا | تاريخ انضمام ميانمار |
| ----------- | ---------------------------------- | ------------------ | -------------------- |
|             | مؤسسة التنمية الدولية              | 28 يونيو 1974      | 5 نوفمبر 1962        |
|             | يونسكو                             | 3 أبريل 1981       | 27 يونيو 1949        |
|             | مؤسسة التمويل الدولية              | 28 يونيو 1974      | 3 ديسمبر 1956        |
|             | منظمة حظر الأسلحة الكيميائية       | ?                  | ?                    |
|             | الأمم المتحدة                      | 15 ديسمبر 1976     | 19 أبريل 1948        |
|             | الاتحاد الدولي للاتصالات           | 7 أكتوبر 1988      | 15 سبتمبر 1937       |
|             | منظمة الشرطة الجنائية الدولية      | ?                  | ?                    |
|             | البنك الدولي للإنشاء والتعمير      | 28 يونيو 1974      | 3 يناير 1952         |
|             | الاتحاد البريدي العالمي            | ?                  | ?                    |
|             | وكالة ضمان الاستثمار متعدد الأطراف | 27 سبتمبر 2002     | 16 ديسمبر 2013       |
|             | بنك التنمية الآسيوي                | 1966               | 1973                 |
|             | منظمة التجارة العالمية             | ?                  | ?                    |

## وصلات خارجية
- موقع وزارة الخارجية الميانمارية